# Esnault-Pelterie (cratère)
Pour les articles homonymes, voir Esnault-Pelterie.
Esnault-Pelterie est un cratère lunaire situé sur la face cachée de la Lune. Il se trouve au sud du grand cratère Carnot. Le bord de ce cratère est un peu usé, mais conserve une certaine structure relativement claire. Il y a un petit cratère sur le bord sud qui coupe vers l'intérieur à travers une fente étroite. À l'intérieur existent plusieurs petits cratères sur le sol.
En 1970, l'Union astronomique internationale a donné le nom de l'ingénieur français Robert Esnault-Pelterie à ce cratère lunaire.